# Tetrabutylcín
Tetrabutylcín ((C4H9)4Sn) ,také tetra-n-butylcín nebo tetra(-n-)butylstannan je organocínová sloučenina.
Při pokojové teplotě se jedná o hořlavou, stálou kapalinu, nesnášející se se silnými oxidačními činidly. Vzorec se někdy zkráceně zapisuje jako SnBu4 nebo TTBT.
Je prekurzorem tributylcínu, dibutylcínu a jejich sloučenin. Čistý může být smíšen s chloridem cíničitým za vzniku tributylcínchloridu a dibutylcínchloridu. Tyto sloučeniny cínu jsou prekurzory pro velké množství organocínových sloučenin, které se používají jako stabilizátory pro PVC, biocidy a fungicidy.

## Výroba
Tetrabutylcín se vyrábí reakcí chloridu cíničitého s 1-chlorbutanem:
SnCl4 + 4 C4H9Cl → (C4H9)4Sn + 4 Cl2.